# Loverboy (film)
(Tagline del film)
Loverboy è un film del 2005, esordio alla regia cinematografica dell'attore Kevin Bacon. Il film, interpretato dalla moglie di Bacon, Kyra Sedgwick, è tratto dal romanzo di Victoria Redel Il figlio perfetto.
Il film è stato distribuito in Italia il 20 maggio 2008.

## Trama
Emily, figlia di genitori morti suicidi, è cresciuta con lo scopo di trovare il senso della sua esistenza. Il suo scopo è mettere al mondo il figlio perfetto, così attraversa gli Stati Uniti concedendosi a uomini considerati da lei geneticamente perfetti, belli ed intelligenti. Le sue "fatiche" vengono premiate dalla nascita del piccolo Paul. Nel corso degli anni tra madre e figlio nasce un rapporto speciale fatto di loro linguaggi segreti, in cui la madre cresce il figlio come un piccolo principe e lo vede come un bambino speciale, più dotato dei suoi coetanei. Quando qualcuno insinua che Paul sia un bambino come tutti gli altri, Emily non riesce ad accettare questa verità, dimostrandosi ancor più gelosa e possessiva nei confronti di Paul, mettendo in serio pericolo il delicato rapporto tra madre e figlio.

## Informazioni
- Il film può considerarsi un'opera familiare, in cui i figli di Kevin Bacon e Kyra Sedgwick, Sosie e Travis, recitano per la prima volta, il fratello di Bacon, Michael, cura le musiche, il fratello minore della Sedgwick, Robert, recita in un ruolo minore.
- In un piccolo ruolo recitano anche, il cantante soul/R&B, John Legend e l'attrice premio Oscar, Sandra Bullock.